# Valö landskommun
Valö landskommun var en tidigare kommun i Stockholms län. 

## Administrativ historik
Landskommunen bildades 1863 ur Valö socken i Frösåkers härad i Uppland. Vid kommunreformen 1952 uppgick denna landskommun i Frösåkers landskommun som 1957 uppgick i Östhammars stad  som 1971 ombildades till Östhammars kommun samtidigt som området övergick till Uppsala län.

## Politik

### Mandatfördelning i Valö landskommun 1938-1946
| 10 | 3 | 4 | 3 |

| 20 |

| 8 | 7 | 4 | 1 |

| 20 |

| 9 | 11 |

| 20 |